# Газопереробний завод Їбал
Газопереробний завод Їбал (Yibal) – підприємство нафтогазової промисловості Оману. Перший об’єкт такого типу в історії країни.
У 1969-му в Омані почали розробку нафтових покладів нафтогазового родовища Їбал. В наступному десятилітті узялись і за газові поклади, для чого в 1978-му ввели в дію газопереробний завод Їбал (проходить у англомовних документах під офіційною назвою Government Gas Plant). Первісно він мав дві лінії загальною потужністю з підготовки 3,4 млн м3 на добу. В 1987-му запустили ще дві лінії, що довело пропускну здатність до 9 млн м3, а у 1992-му цей показник збільшили до 16,5 млн м3. На цьому розвиток майданчику не зупинився і станом на середину 2010-х завод міг щодобово приймати 23 млн м3, що забезпечували 5 виробничих ліній (фактична завантаженість становила біля 20 млн м3 на добу).
Завод забезпечує вилучення конденсату та води. Крім того, з середини 1990-х частина конденсату спрямовується на установку вилучення бутану потужністю 1700 тон на місяць.
На ГПЗ відбувається підготовка вільного та асоційованого газу численних родовищ, як то Їбал, Західний Фахуд, Південно-Західний Фахуд, Хабан, Південний Магхул (Maqhoul), Тумайд, Хулуд-Натіх, Хулуд-Амін, Ал-Башайр, Ал-Хувайсах. Крім того, сюди для продовження підготовки надходить продукція невеликого (добова пропускна здатність біля 3 млн м3) газопереробного заводу Лекхвар, який почав роботу у 2014 році в межах розробки газових покладів нафтогазового родовища Лекхвар. В останньому випадку використовується трубопровід довжиною 110 км з діаметром 400 мм, прокладання якого було частиною реалізованого ще в першій половині 1990-х проекту заводнення Лекхвар.
Товарний газ подається до трубопроводу Їбал – Маскат. Конденсат передається на нафтову установку родовища Їбал.